# Kanak
Kanak (chính tả tiếng Pháp là Canaque trước 1984) là các cư dân Melanesia bản địa tại Nouvelle-Calédonie, một tập thể hải ngoại của Pháp tại vùng tây nam Thái Bình Dương. Theo điều tra nhân khẩu năm 2009, họ chiếm 40,3% tổng dân số Nouvelle-Calédonie, với 99.078 người. Mặc dù người Melanesia được ghi nhận đã định cư trên bán đảo Presqu'île de Foué từ thời văn hoá Lapita (1600 TCN-500 TCN), song nguồn gốc của người Kanak chưa được biết rõ. Nghiên cứu dân tộc học chỉ ra rằng các thủy thủ Polynesia đã kết hôn với người Kanak trong nhiều thế kỷ..
Nouvelle-Calédonie được sáp nhập vào Pháp trong năm 1853, và trở thành một lãnh thổ hải ngoại của Pháp vào năm 1956. Một phong trào độc lập dẫn đến một cuộc khởi nghĩa bất thành vào năm 1967, và khởi nghĩa tái phát vào năm 1984, mưu cầu độc lập hoàn toàn khỏi quyền cai trị của Pháp. Các hiệp định Matignon 1988 được ký kết giữa đại biểu của Pháp và Nouvelle-Calédonie để quyết định về tổ chức trưng cầu dân ý về độc lập.
Mặc dù các đồ gốm Lapita cổ đại có niên đại từ 1500 TCN, và cư dân trên đảo từ xưa đã tham gia vào mỹ thuật, song kể từ khi lập ra Cơ quan phát triển văn hoá Kanak, mỹ thuật và nghề thủ công Kanak trở nên phổ biến hơn tại Nouvelle-Calédonie. Nghệ thuật chạm khắc gỗ tạo hình diều hâu, thần thánh cổ đại, rắn và rùa cũng phổ biến, chẳng hạn như flèche faîtière, một nghệ thuật chạm khắc tạo ra sản phẩm giống với một cột vật tổ nhỏ có hình dạng mang tính biểu trưng. Âm nhạc, vũ đạo và ca hát là bộ phận trong nghi lễ Kanak, và vũ đạo được trình diễn trong các buổi tụ tập Kanak truyền thống với mục đích củng cố các mối quan hệ trong thị tộc và với tổ tiên.

## Từ nguyên
Từ 'Kanak' bắt nguồn từ kanaka maoli, là một từ tiếng Hawaii từng một thời bị các nhà thám hiểm, thương nhân và nhà truyền giáo châu Âu tại châu Đại Dương gắn ghép bừa bãi cho bất kỳ dân đảo Thái Bình Dương nào không phải gốc Âu. Trước khi tiếp xúc với người châu Âu, không có các nhà nước thống nhất tại Nouvelle-Calédonie, và không có tên tự gọi duy nhất nào được sử dụng để chỉ cư dân trên đảo. Các từ khác được tạo ra từ Kanak trong vài thế hệ qua: Kanaky là một tên dân tộc-chính trị cho đảo hoặc toàn bộ lãnh thổ. Kanéka là một thể loại âm nhạc gắn bó với người Kanak, về phong cách thì là một dạng của reggae và được thêm vào sáo, bộ gõ và hoà âm. Kaneka thờng có ca từ mang tính chính trị và được hát bằng tiếng Drehu, Paici hoặc các ngôn ngữ Melanesia khác, hoặc bằng tiếng Pháp. Từ "kanak" cố định về mặt ngữ pháp. Tính ngữ chủng tộc tiếng Đức Kanake — nay được gắn cho toàn bộ người không phải da trắng, thậm chí là cả người Nam Âu trong một số trường hợp, và đặc biệt là cho người nhập cư Thổ Nhĩ Kỳ — cũng có chung nguồn gốc, và ban đầu được gắn ghép cho người đến từ các thuộc địa của Đức tại châu Đại Dương.

## Lịch sử

### Trước Thế chiến 2

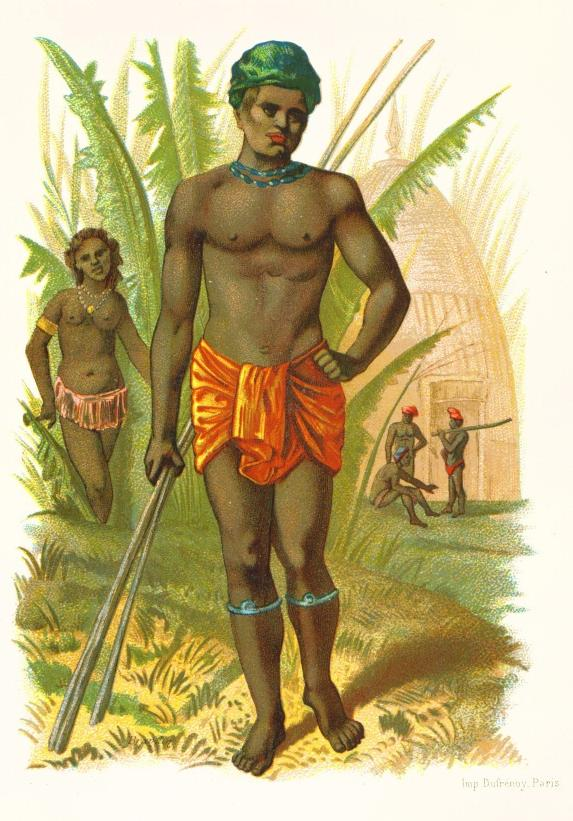
Tranh in thạch bản về người Kanak.

Người Melanesia định cư trên đảo chính của Nouvelle-Calédonie ít nhất là từ thời văn hoá Lapita. Tuy nhiên, chưa rõ về nguồn gốc của người Kanak. Người ta phát hiện được đá vỏ chai được chuyển đến từ New Guinea cùng với đồ gốm Lapita Nouvelle-Calédonie có niên đại sớm nhất. Ngoài ra, một số nhà nghiên cứu cho rằng có bằng chứng về việc con người định cư tại Nouvelle-Calédonie có niên đại từ 3000 TCN (trước văn hóa Lapita đến 1500 năm), trong khi những người khác tuyên bố đã phát hiện được đồ gốm tiền Lapita. Tại Hội nghị Lapita lần thứ 4 vào năm 2000, vấn đề được đặt ra: "Lapita Kanak, hoặc Lapita là tổ tiên cổ nhất và trước tiên của một nền văn hoá sau này được đặt tên là Kanak?" Vẫn còn vấn đề khác trong xác định nguồn gốc và lịch sử sơ khởi của người Kanak đó là giải thích theo khảo cổ học có mâu thuẫn với quan điểm của người Kanak và quan điểm này bị chính trị hoá sau thời thực dân.
Lịch sử sớm nhất của người châu Âu tại lãnh thổ là khi Thuyền trưởng James Cook của Anh đổ bộ lên các đảo này vào năm 1775, tại thời điểm đó có tường thuật rằng 70.000 người Kanak sống trên quần đảo. James Cook đặt tên "New Caledonia" cho các đảo theo tên gọi quê hương Scotland của ông trong tiếng La Tinh là Caledonia. 5 năm sau, những người Tin Lành của Hội truyền giáo Luân Đôn đến Nouvelle-Calédonie, tiếp bước họ đến đảo là những người Công giáo Pháp vào năm 1843. Điều này dẫn đến một xung đột giữa hai phái tôn giáo và cuối cùng là người Pháp chiếm ưu thế kiểm soát các đảo. Quần đảo sau đó bị Pháp thôn tính vào năm 1853. Trong thời thực dân thế kỷ XIX, người Kanak được tuyển mộ hoặc bị bắt làm nô lệ để làm lao động phi tự do tại những nơi như Úc, California, Canada, Chile và Fiji. Trong vòng 3.000 năm, người Kanak sống tại các đảo hẻo lánh, họ không sẵn sàng trước các virut và vi khuẩn đến từ châu Âu. Người Kanak bị đẩy khỏi đất đai của mình và được thuê làm lao động ép buộc trên các đồn điền, trại chăn nuôi và công trình công cộng của người Pháp.

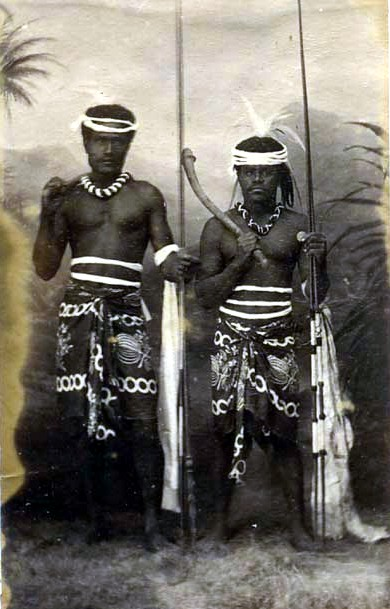
Chiến binh Kanak, k. 1880

Khi người Kanak bị buộc phải chuyển đến các khu vực dành riêng cho họ trên đảo, nằm sát các dãy núi, họ chỉ còn chiếm giữ 10% diện tích lãnh thổ của tổ tiên trong khi đó dân số của họ giảm rất đột ngột do bệnh tật, và điều kiện sinh hoạt trở nên rất khắc nghiệt. Tình hình này dẫn đến việc chính phủ Pháp sau đó cho đưa 20.000 phạm nhân đến đảo từ năm 1864 đến năm 1897, hầu hết số người này định cư vĩnh viễn tại lãnh thổ, và họ được dùng đến để khai thác niken (từ năm 1864) và đồng từ năm 1875. Điều này khiến người Kanak hết sức oán giận, họ tiến hành khởi nghĩa vào năm 1878 chống thực dân Pháp, song bị đàn áp trước quân Pháp được vũ trang tốt hơn. Thủ lĩnh Kanak bị chặt đầu, và thủ cấp của ông được trưng trong Bảo tàng Lịch sử tự nhiên tại Paris.

### Sau Thế chiến 2
Sau Chiến tranh thế giới thứ hai, phong trào độc lập Kanak lại có được động lực khi Liên Hợp Quốc đưa Nouvelle-Calédonie vào danh sách phi thực dân hoá các lãnh thổ phi tự quản vào năm 1946. Một bước phát triển lớn diễn ra khi người Kanak và người định cư gốc Pháp tại lãnh thổ giành được quyền bỏ phiếu vào năm 1951, và Nouvelle-Calédonie trở thành một lãnh thổ hải ngoại của Pháp vào năm 1956. Người Kanak sau đó cũng được cho phép rời khỏi các khu vực dành riêng cho họ. Tiếp đến là thiết lập Hội đồng Lãnh thổ vào năm 1957, song thể chế này chỉ tồn tại ngắn ngủi; Charles de Gaulle bãi bỏ nó sau khi ông trở thành tổng thống vào năm 1958.
Năm 1981, phong trào độc lập bắt đầu, sau vụ ám sát tổng bí thư của Liên hiệp Calédonie là Pierre Declercq vào ngày 19 tháng 9 năm 1981. Một diễn đàn dân tộc mang tên "Mặt trận Giải phóng Dân tộc Kanak và Xã hội chủ nghĩa" (FLNKS) được lập ra vào năm 1984. Diễn đàn này từ chối tham gia vào Hội đồng Lãnh thổ và thậm chí tuyên bố chính phủ cấp tỉnh của họ; điều này bị người Pháp phản đối. FLNKS "tổ chức tẩy chay các cuộc bầu cử cấp lãnh thổ tại Nouvelle-Calédonie, phá hòm phiếu và lập rào chắn ngăn người dân bỏ phiếu." FLNKS kiên định sự kích động của họ và đơn phương tuyên bố vào ngày 7 tháng 1 năm 1985 rằng một cuộc trưng cầu dân ý về độc lập sẽ được tiến hành vào tháng 7 năm 1985. Sau cái chết của thủ lĩnh người Kanak là Eloi Machoro vào năm 1985, các nhà hoạt động Kanak tiến hành bắt cóc 27 chiến binh trên đảo Ouvéa, khiến người Pháp hành động.
Phong trào Kanak đề xuất tự quản vào tháng 1 năm 1986. Tổng thống Mitterrand tuyên bố một hoả giải tạm thời, theo đó chuyển nhiều quyền tự trị hơn cho lãnh thổ. Tuy nhiên, Thủ tướng Pháp Jacques Chirac cho đóng quân trên quần đảo và vấn đề tự trị bị hoãn lại. Vận động tổ chức trưng cầu dân ý của FLNKS được một số tổ chức khu vực ủng hộ như "Nhóm Xung kích Melanesia", Diễn đàn Thái Bình Dương, và Phong trào không liên kết, đạt được thành công với Nghị quyết 41-41 A của Liên Hợp Quốc vào ngày 2 tháng 12 năm 1986; theo đó đưa lại Nouvelle-Calédonie vào danh sách phi thực dân hoá các lãnh thổ phi tự quản. Tuy nhiên, nghị quyết này không làm dịu bớt bạo lực vì sau đó còn diễn ra chạm trán mạnh hơn với nhà cầm quyền: vụ bắt cóc con tin trên đảo Ouvéa vào năm 1988 làm 21 chết trong đó có 19 người Kanak. Sau sự kiện, có phản ứng của quốc tế dẫn đến khởi động các đối thoại nhằm dàn xếp giữa chính phủ Pháp, người Kanak và người định cư gốc Pháp.
Hiệp ước Matignon đạt được vào ngày 6 tháng 11 năm 1988 giữa người Pháp và người Kanak. Theo hiệp ước này, một cuộc trưng cầu dân ý về độc lập được đề xuất tổ chức vào năm 1998. Tuy nhiên, hai thủ lĩnh Kanak ký vào hiệp ước là Jean-Marie Tjibaou và Yeiwene Yeiwene đã bị một nhà hoạt động Kanak ám sát vào ngày 4 tháng 5 năm 1989. Các nhà hoạt động độc lập Kanak không hài lòng trước tình thế mà họ cảm thấy rằng Pháp sẽ không bao giờ cho phép Nouvelle-Calédonie độc lập.
Một hiệp định tiếp theo mang tên "Hiệp định Nouméa", được kỳ kết giữa chủ tịch của FLNKS và chính phủ Pháp vào ngày 5 tháng 5 năm 1998, theo đó cho phép Nouvelle-Calédonie có tự trị nhất định trong một giai đoạn chuyển giao là 20 năm. Một cuộc trưng cầu dân ý về độc lập khỏi Pháp sẽ được tổ chức trong khoảng 2014 và 2019. Các thay đổi cấp tiến được dự kiến của hiệp định này là kiểm soát và cấu trúc chính trị địa phương; người Kanak sẽ có tiếng nói lớn hơn về các vấn đề nội địa và khu vực còn Pháp duy trì các quyền chủ quyền như kiểm soát quân sự và ngoại giao. Trong một phát biểu trước Liên Hợp Quốc vào ngày 10 tháng 10 năm 2005, phó chủ tịch của FLNKS là Léopold Jorédié thúc giục Liên Hợp Quốc thành lập một hệ thống kiểm tra và theo dõi hiệp ước đã ký.

## Nhân khẩu

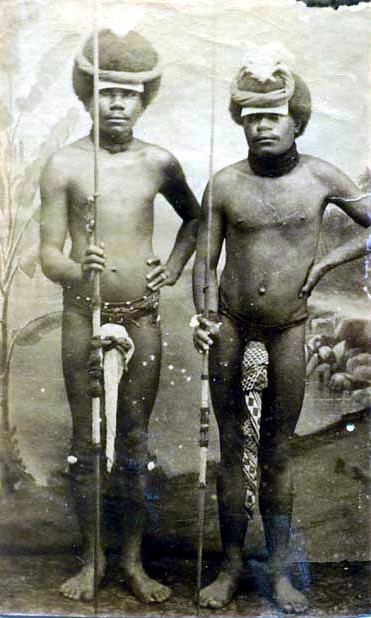
Hai chiến binh Kanak đeo bầu che dương vật (koteka) và cầm giáo

Nouvelle-Calédonie nằm cách bờ biển đông bắc của Úc khoảng 1.200 km. Trong số 500 đảo của lãnh thổ, 5 đảo chính có người cư trú, và đảo chính rộng 48 km và dài 400 km. Năm 2009, người Kanak chiếm 40,3% (99.078) trong dân số 245.580 tại Nouvelle-Calédonie, chiếm thiểu số trên quê hương họ. Các nhóm khác bao gồm người Âu (chỉ yếu là người Pháp) với 29%, người Wallis 9%, người hỗn chủng (8%), và các nhóm khác bao gồm người Polynesia, người Indonesia, người Việt Nam và những người chỉ nhận là "người Calodonie" (được cho rằng phần chủ yếu là gốc Âu). Năm 1774, James Cook đổ bộ tại Balade và ước tính dân số vào khoảng 50.000 trên toàn đảo chính. Con số tối thiểu 100.000 người có khả năng hơn, khi xét đến lượng đất đai có thể nhận thấy đã được trồng trọt từ thời tiền thuộc địa. Con số này giảm còn 27.000 vào đầu thời thực dân do dịch bệnh. Người Kanak theo truyền thống gắn bó với các bộ lạc, gồm Bwaarhat, Tiendanite, Goa và Goosana, cũng như các thị tộc như Poowe.

## Ngôn ngữ
Ngôn ngữ của người Kanak cực kỳ đa dạng, song tiếng Pháp giữ vị thế là ngôn ngữ chính thức của Nouvelle-Calédonie. Lãnh thổ có 28 ngôn ngữ Kanak riêng biệt, cùng nhiều phương ngữ, trong tổng số 1.200 ngôn ngữ Melanesia được nói khắp Thái Bình Dương. Các ngôn ngữ này không thể hiểu lẫn nhau. Chúng đều thuộc nhánh nhánh châu Đại Dương của ngữ hệ Nam Đảo. Ngoại trừ tiếng Fagauvea thuộc nhóm Polynesia thì các ngôn ngữ khác đều thuộc phân nhóm Nouvelle-Calédonie.
Các ngôn ngữ Nouvelle-Calédonie được phân thành vài nhóm. Nhóm ngôn ngữ miền Bắc có thanh điệu và gồm có 12 ngôn ngữ: Caac, Cemuhî, Fwâi, Jawe, Kumak, Nemi, Paicî, Pije, Pwaamei, Pwapwa, Yalayu, và Yuaga. Khoảng 60.000 cư dân Nouvelle-Calédonie nói ít nhất một ngôn ngữ Kanak. Hầu hết các ngôn ngữ chỉ tồn tại ở dạng nói. Không có một ngôn ngữ thống nhất trong cộng đồng Kanak, song nhóm Kanak lớn nhất nói tiếng Drehu.
Chữ viết không tồn tại cho đến khi các đoàn truyền giáo xuất hiện. Kiến thức của người Kanak được truyền lại bằng lời nói dưới dạng các bài thơ, truyền thuyết và truyện kể. Trẻ em được truyền lại kiến thức từ cha mẹ và những người họ hàng khác, họ còn sử dụng cách kể buồn rầu và tượng thanh để thu hút trẻ em. Trong số các tác giả Kanak, một số người nổi tiếng là Jean-Marie Tjibaou viết La Présence Kanak; Susanna Ounei-Small đến từ đảo Ouvéa; Kaloombat Tein viết Hwanfalik – Châm ngôn từ thung lũng Hienghene cung cấp cái nhìn sâu sắc về các truyền thuyết Hienghène và được viết bằng tiếng Hienghène.
Tjibaou tham gia thành lập Écoles populaires kanak, thể chế này dạy bằng một ngôn ngữ Kanak địa phương và giáo dục trẻ em về kiến thức tinh thần và thực tiễn, bao gồm cả việc dạy tiếng Pháp và tiếng Anh. Kể từ 2006, trẻ em trước tuổi đến trường được trao cơ hội học các ngôn ngữ Kanak bản địa. Trong khi các ngôn ngữ Kanak được giảng dạy trong các trường trung học khắp quần đảo Loyauté và tỉnh Bắc, thì việc giáo dục ngôn ngữ này không phổ biến tại tỉnh Nam vốn có nhiều người gốc Âu hơn. Việc thiết lập Hovj viện Ngôn ngữ Kanak (KLA) là một điều khoản của Hiệp định Nouméa.

## Tín ngưỡng
Người Kanak có tục lệ cúng bái tổ tiên, được thể hiện bằng mộ cổ, các phiến đá thiêng và các nền lò cầu nguyện nơi họ tiến hành cúng tế. Ngày nay, hầu hết người Kanak là tín đồ Cơ Đốc giáo. Tôn giáo là một yếu tố quan trọng trong sinh hoạt của người Kanak. Người Kanak tham gia Giáo hội Công giáo tại Nouméa, và họ chiếm gần 50% số tín đồ Công giáo tại lãnh thổ, chỉ sau người gốc Âu. Ngoài ra, đa số tín đồ Tin Lành trong lãnh thổ là người Kanaks. Tuy nhiên, vẫn còn số ít người theo các đức tin truyền thống.
Theo các đức tin truyền thống của người Kanak, biển là thứ thiêng liêng vì nó cung cấp cho họ cá để làm thức ăn, do đó họ đối đãi với biển với lòng sùng kính nhất. Các truyện kể dân gian của người Kanak không chỉ chứng thực thực tế này mà còn được tuân theo nghiêm khắc với tư cách là luật bất thành văn. Một số khía cạnh quan trọng của luật truyền khẩu liên quan đến bảo vệ và bảo tồn môi trường, như kết thúc hoạt động đánh bắt khi lượng cá suy giảm, và quyền đánh cá tại các khu vực nhất định được người địa phương tuân thủ nghiêm ngặt với sự tôn trọng.

## Văn hoá

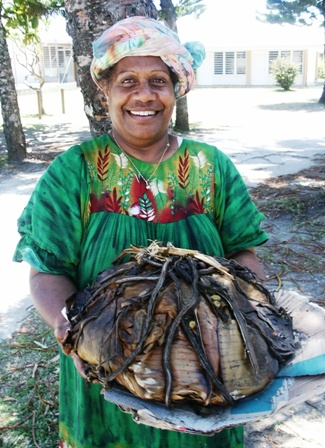
Một phụ nữ Kanak cùng bougna, một món gồm quả và cá được nướng ngầm dưới đất.

Bougna là một món ăn truyền thống của người Kanak, được nhiều người cho là món ăn dân tộc. Nó được làm từ rau củ thái lát như khoai môn, sắn, khoai lang và sữa dừa. Thịt lợn, thịt gà hoặc hải sản có thể được sử dụng, sau đó nguyên liệu được bọc trong lá chuối và được nấu bằng đá nóng trong lò ngầm dưới đất. Các nguyên liệu địa phương khác được sử dụng trong ẩm thực Kanak gồm Rousettus (dơi) và hươu địa phương; hải sản như cá tại phá và rặng san hô (gồm dawa), cùng với tôm cua. Đậu pata là đậu cô ve trồng tại địa phương, còn na, chanh và bột nghệ tây là các nguyên liệu địa phương khác.
Nghệ thuật Kanak trở nên phổ biến hơn kể từ thập niên 1990 với các nỗ lực của Cơ quan Phát triển Văn hoá Kanak ADCK. Các đồ gốm Lapita có niên đại từ 1500 TCN, về cơ bản đây là nghề thủ công của nữ giới và nó thường được trang trí bằng các kiểu mẫu hình học và mặt người cách điệu, song có khác biệt giữa đồ gốm miền bắc và miền nam. Nhiều cán và nước men có thiết kế rãnh được làm từ lược răng. Đồ gốm được làm từ đất sét trên các đảo. Hội họa là một dạng mỹ thuật gần đây và phổ biến trong các nữ nghệ sĩ. Các nghệ sĩ nổi tiếng như Yvette Bouquet từ Koumac tạo ra các bức tranh về đề tài Thái Bình Dương và châu Đại Dương, Paula Boi có các bức tranh với phong cảnh trừu tượng hơn, còn Denise Tuvouane và Maryline Thydjepache sử dụng các dạng nghệ thuật hỗn hợp. Các nhà chờ xe buýt là nơi phổ biến để minh hoạ các bức tranh của họ.
Điêu khắc gỗ đại diện tiêu biểu cho linh hồn của văn hoá Kanak, trong đó phổ biến nhất là flèche faîtière giống một cột vật tổ nhỏ có hình dáng mang tính tượng trưng. Một công trình kỷ niệm tôn giáo nhỏ giống kiểu Stonehenge gần làng tại L'Île-des-Pins thể hiện nghệ thuật chạm khắc tôn giáo. Các vật thể bằng gỗ khác gồm các dùi cui chiến tranh khắc từ loại gỗ cứng nhất, có hình dạng đầu dương vật (casse-tete), một dùi cui mỏ chim gây chết người (bec d'oiseau), và giáo làm từ cây niaouli được dùng để đốt nhà kẻ thù.
Khắc đá từ ngọc thạch hoặc serpentinit làm thành hình chiếc rìu nghi lễ đại diện cho sức mạnh và quyền lực của thị tộc. Chúng được sử dụng để chặt đầu kẻ thù trong chiến tranh và trong các nghi lễ tổ tiên mang tên Pilou. Phần dưới cùng của tay cầm đại diện cho thị tộc cụ thể và được trang trí với đá và vỏ sò. Chiếc rìu nhẵn bóng giống như đĩa. Khắc đá từ xteatit cũng phổ biến. Các cây gậy dài một mét có niên đại trong khoảng 1850-1920 được sử dụng làm lối vào một ngôi làng hoặc trong các nghi thức nhảy múa. Gậy được đốt để có lớp màu đen trên các phần chạm khắc; các thiết kế chạm khắc gồm hình ảnh hình học thực từ các điệu nhảy pilou, mô hình nông nghiệp hay quang cảnh làng. Chúng cũng được nhồi cỏ ma thuật để xua đuổi ma quỷ.
Tapa là một loại vải vỏ cây làm thành các miếng nhỏ, thường là từ cây đa được sử dụng để bọc tiền hạt cổ Kanak. Người Kanak làm xuồng từ các thân cây bị đục rỗng và rầm chìa tàu đôi lớn với buồm tam giác, gọi là pirogues, theo truyền thống được dùng để đánh cá.
Các điệu nhảy được trình diễn trong các cuộc tập hợp truyền thống của người Kanak nhằm mục đích củng cố quan hệ trong thị tộc và với tổ tiên. Nhảy múa được tiến hành dưới dạng một thông điệp hoặc một lời ghi chú, thường liên quan đến các hoạt động hàng ngày của họ hoặc các sự kiện quan trọng như sinh sản, kết hôn, cắt bao quy đầu, tù trưởng qua đời. Các vũ công vẽ nhiều màu lên mình nhằm làm vui lòng tổ tiên xem họ. Mặt nạ bằng gỗ được làm từ các vật liệu địa phương như vỏ cây, lông và lá trang trí chúng tượng trưng cho một liên kết vật chất với thế giới vô hình. Lễ hội Nghệ thuật Thái Bình Dương được tổ chức mỗi bốn năm. Các vũ công được huấn luyện về nhảy múa truyền thống trong các hội thảo đặc biệt. Nhảy múa chào mừng được trình diễn rất phổ biến. Trong số các hình thức nhảy múa khác nhau, pilou-pilou là một điệu nhảy độc đáo của người Kanak, thuật lại nhiều câu chuyện của các thị tộc. Kiểu nhảy pilou-pilou của người Kanak nay hầu như biết mất, tên gọi của nó được đặt bởi các nhà truyền giáo Pháp.